# Jura (formaggio)
Il jura è un formaggio svizzero prodotto nella zona del distretto delle Franches-Montagnes, (Canton Giura). Fa parte della grande famiglia delle Gruyère ma la sua reputazione sul mercato ne ha sofferto da quando l'autentico groviera del Canton Friburgo ha ottenuto l'AOC svizzera, comportando l'impossibilità da parte dei produttori del Jura di sfruttarne commercialmente il nome.
È un formaggio a base di latte di vacca, a pasta (caglio) pressata cotta. 